# Нада-ку (Кобе)
Нада-ку（яп. 灘区) — один из девяти административных районов, составляющих город Кобе. Расположен на востоке города. Цветы района — бархатцы, дерево — сакура.

## О названии района
Этот район был назван «Нада», потому что в 1931 году, когда муниципалитет Кобе ввёл систему районов, только этот район находился в области Нада Гого. Позднее в 1950 году ещё одна часть этой области была включена в город Кобе и стала называться «Хигасинада», т.е. «Восточная Нада», потому что этот район находился к востоку от Нада. По этой причине, несмотря на то, что Нада находится в западной части местности Хансин (а именно, в Нада Гого – так называется зона, которая тянется от города Нисиномия до Нада в городе Кобе) и что Хигасинада-ку находится в центральной, а не в восточной части Нада Гого, районы стали называться  «Нада-ку» и «Хигаси Нада-ку».  Кроме того, станция Нада линий JR была создана прежде, чем вся территория Нада была включена в Кобе, и с того времени сохранилось название станции «Станция Нада».

## География
Нада-ку располагается в восточной части города Кобе. Горы Майя и Рокко находятся на севере района, а на юге район обращён к заливу Осака. Река Исиягава течет на восток. Соседние районы – район Тюо-ку, район Кита-ку и район Хигасинада-ку.

## Производствосаке
Так же как и район Хигасинада-ку, и город Нисиномия, район Нада-ку известен сакэварнями. Здесь расположен головной офис компании «Сава-но-цуру». Ещё из сакэварен «местности Нада Гого» в Нада-ку входит «Нисиго». Некоторые также относят к этому району и сакэварню «Кобе Сюсин Кан», расположенную между станциями Синдзаике (Нада-ку) и Микагэ (Хигасинада-ку).

## Район Нада-ку иЯмагути-гуми
Главный штаб самой известной преступной группировки японской мафии Ямагути-гуми находится в районе Нада-ку, в микрорайоне Синохара-хонмати. В прошлом это послужило причиной возникновения «Движения за перенос главного штаба Ямагути-гуми», созданного объединёнными усилиями местного муниципалитета, полиции и жителей района.